# RNIE7
De RNIE7 of Route nationale inter-états 7 is een internationale weg in het Afrikaanse land Benin, die van oost naar west door het noorden van het land loopt. De weg loopt van de grens met Nigeria via Segbana en Kandi naar de grens met Burkina Faso. In Nigeria loopt de weg verder naar Bin Yauri en in Burkina Faso naar Diapaga.
De RNIE7 loopt door het departement Alibori.